# Luis Hernández (baseball)
Luis Hernández, né le 26 juin 1984 à Quíbor en Colombie, est un ancien joueur colombien de baseball évoluant en Ligue majeure de baseball.

## Carrière
Recruté comme agent libre amateur par les Braves d'Atlanta le 16 septembre 2000, Luis Hernández est réclamé au ballotage le 12 octobre 2006 par les Orioles de Baltimore. Il fait ses débuts en Ligue majeure avec les Orioles le 8 juin 2007.
Devenu agent libre à l'issue de la saison 2008, il rejoint Royals de Kansas City en 2009 puis les Mets de New York en saison 2010.
En décembre 2011, il signe un contrat des ligues mineures avec les Rangers du Texas.

## Statistiques
| Saison | Équipe      | G   | AB  | R  | H  | 2B | 3B | HR | RBI | SB | BA   |
| ------ | ----------- | --- | --- | -- | -- | -- | -- | -- | --- | -- | ---- |
| 2007   | Baltimore   | 30  | 69  | 5  | 20 | 2  | 0  | 1  | 7   | 2  | .290 |
| 2008   | Baltimore   | 36  | 79  | 9  | 19 | 1  | 0  | 0  | 3   | 2  | .241 |
| 2009   | Kansas City | 37  | 73  | 4  | 15 | 1  | 0  | 0  | 4   | 1  | .205 |
| 2010   | NY Mets     | 17  | 44  | 4  | 11 | 1  | 0  | 2  | 6   | 1  | .250 |
| Totaux | Totaux      | 120 | 265 | 22 | 65 | 5  | 0  | 3  | 20  | 6  | .245 |

Note : G = Matches joués ; AB = Passages au bâton; R = Points ; H = Coups sûrs ; 2B = Doubles ; 3B = Triples ; 
HR = Coup de circuit ; RBI = Points produits ; SB = Buts volés ; BA = Moyenne au bâton.